# 火烙草
火烙草（学名：Echinops przewalskii）是菊科蓝刺头属的植物。分布于蒙古以及中国大陆的山东、内蒙古、甘肃、山西等地，生长于海拔500米至2,200米的地区，常生于荒漠草原、荒漠地带石质戈壁、草原化荒漠或砂质山地，目前尚未由人工引种栽培。